# Камбос (дем Западен Мани)
Вижте пояснителната страница за други значения на Камбос.
Ка̀мбос (на гръцки: Κάμπος) е село в Република Гърция, област Пелопонес, дем Западен Мани. Селото има население от 486 души според преброяването от 2001 година.

## География
Камбос е разположено на 22 километра от демовия център град Кардамили.

## Личности
Родени в Камбос
- Панайотис Кукис (1871 - 1907), гръцки военен, деец на Гръцката въоръжена пропаганда в Македония